# Antigua (eiland)
Antigua is een eiland in de Caribische Zee met een oppervlakte van 280 km². Het eiland is onderdeel van de staat Antigua en Barbuda en had 80.161 inwoners in 2011. Saint John's is de grootste stad van het eiland en tevens de hoofdstad van Antigua en Barbuda.
Antigua werd in 1493 ontdekt door Christoffel Columbus, die het eiland vernoemde naar Santa Maria la Antigua, een Maria-afbeelding met gelijknamige kapel die zich bevindt in de kathedraal van Sevilla.
Het eiland bleef grotendeels onbewoond tot het in 1632 door Engelse kolonisten in bezit werd genomen. De Engelsen werden verjaagd door Cariben maar keerden in 1663 terug. In 1666 werd het eiland door de Fransen geplunderd. Het volgende jaar, in de vrede van Breda werd het eiland formeel aan de Engelsen toegewezen.
Antigua werd in 1981 onafhankelijk van het Verenigd Koninkrijk en vormt sindsdien met de eilanden Barbuda en Redonda de natie 'Antigua en Barbuda'.

## Bewoners

### Geboren op Antigua
- Jamaica Kincaid, schrijfster
- Ruby Lake-Richards, arts en universitair docent

### (Voormalige) bewoners op Antigua
- Giorgio Armani, Italiaanse modeontwerper
- Silvio Berlusconi, voormalig Italiaanse minister-president
- Richard Branson, Virgin Atlantic mogul
- Eric Clapton, Britse gitarist/zanger
- Timothy Dalton, Brits acteur
- Ken Follett, Brits auteur van thrillers
- Jamaica Kincaid, Amerikaans schrijfster
- Archibald MacLeish, Amerikaans dichter en Librarian of Congress
- Allen Stanford, Texan miljonair en fraudeur
- Jamie Lou Stenzel, zangeres
- Torsten Stenzel, danceproducer
- Oprah Winfrey, talkshowpresentatrice

Antigua · Barbuda · Great Bird Island · Green Island · Guiana Island · Long Island · Redonda